# Post Tenebras Lux
Post Tenebras Lux è un film del 2012 diretto da Carlos Reygadas. Il film venne presentato in concorso al Festival di Cannes 2012 e Reygadas vinse il premio per la migliore regia.

## Trama
Il film tratta della vita di Juan, ricco proprietario di una casa che, con la moglie Natalia e i loro due bambini Eleazar e Rut, decide di lasciare la vita in città per la semplice e tranquilla vita di campagna. Iniziando di nuovo con una casa più lussuosa rispetto alle case dei pochi vicini, inizialmente la famiglia assapora il gusto della vita rurale. Tuttavia questo cambio di gusto inizia a far sgretolare il matrimonio. I bambini, d'altra parte, si divertono con la vita offerta dallo squallido posto.
Il personaggio di Juan inizia ad avere contatti con persone che hanno i suoi stessi ideali. El Siete, un uomo che di solito fa tutto ciò che è in suo potere per sopravvivere, lo conduce agli incontri di Alcolisti Anonimi in una baracca sgangherata nei boschi. Ogni personaggio è coinvolto nei problemi che riguardano la vita quotidiana di una cultura rurale in cui il mondo è più crudele e la vita è più difficile.

## Riconoscimenti
- Festival di Cannes 2012
  - Premio per la miglior regia